# Канада на літніх Олімпійських іграх 2024
Канаду на літніх Олімпійських іграх 2024 представляли триста п'ятнадцять спортсменів у двадцяти восьми видах спорту.

## Медалісти
| Медаль | Ім'я | Вид спорту                      | Дисципліна                            | Дата      |
| ------ | --- | ------------------------------- | ------------------------------------- | --------- |
| 1      | Кріста Деґучі | Дзюдо                           | до 57 кг (жінки)                      | 29 липня  |
| 1      | Саммер Макінтош | Плавання                        | 400 метрів комплексом (жінки)         | 29 липня  |
| 1      | Саммер Макінтош | Плавання                        | 200 метрів батерфляєм (жінки)         | 1 серпня  |
| 1      | Саммер Макінтош | Плавання                        | 200 метрів комплексом (жінки)         | 3 серпня  |
| 1      | Ітан Кацберг | Легка атлетика                  | метання молота (чоловіки)             | 4 серпня  |
| 1      | Кемрін Роджерс | Легка атлетика                  | метання молота (жінки)                | 6 серпня  |
| 1      | Джером Блейк Аарон Браун Андре де Грассе Брендон Родні | Легка атлетика                  | естафета 4×100 метрів (чоловіки)      | 9 серпня  |
| 1      | Кеті Венсан | Веслування на байдарках і каное | каное-одиночки, 200 метрів (жінки)    | 10 серпня |
| 1      | Філіп Кім | Брейкданс                       | Бібойз                                | 10 серпня |
| 2      | Саммер Макінтош | Плавання                        | 400 метрів вільним стилем (жінки)     | 27 липня  |
| 2      | Жіноча збірна Канади з регбі-7 Керолайн Кросслі Олівія Еппс Аліша Корріґан Ейжа Гоґан-Рочестер Клої Денієлс Черіті Вільямс Флоренс Саймондс Карісса Норстен Кріссі Скерфілд Фенсі Бермудез Пайпер Лоґан Кеяра Вордлі | Регбі-7                         | жіночий турнір                        | 30 липня  |
| 2      | Ебіґейл Дент Келлей Філмер Кашя Ґручалла-Весєрскі Мая Мешкулейт Сідні Пейн Джессіка Севік Крістіна Вокер Авалон Вейстніс Крістен Кіт (стернова)                                                                      | Академічне веслування           | вісімки (жінки)                       | 3 серпня  |
| 2      | Джошуа Льєндо | Плавання                        | 100 метрів батерфляєм (чоловіки)      | 3 серпня  |
| 2      | Мод Шаррон | Важка атлетика                  | до 59 кг (жінки)                      | 8 серпня  |
| 2      | Мелісса Гумана-Паредес Бренді Вілкерсон | Пляжний волейбол                | жіночий турнір                        | 9 серпня  |
| 2      | Марко Ароп | Легка атлетика                  | біг на 800 метрів (чоловіки)          | 10 серпня |
| 3      | Елеанор Гарві | Фехтування                      | індивідуальна рапіра (жінки)          | 28 липня  |
| 3      | Райлен Вайнс Натан Шомбор-Маррей | Стрибки у воду                  | синхронна вишка, 10 метрів (чоловіки) | 29 липня  |
| 3      | Ілля Харун | Плавання                        | 200 метрів батерфляєм (чоловіки)      | 31 липня  |
| 3      | Софіан Месо | Гімнастика                      | стрибки на батуті (жінки)             | 2 серпня  |
| 3      | Фелікс Оже-Аліассім Габріела Дабровскі | Теніс                           | Змішаний парний розряд                | 2 серпня  |
| 3      | Кайлі Масс | Плавання                        | 200 метрів на спині (жінки)           | 2 серпня  |
| 3      | Ілля Харун | Плавання                        | 100 метрів батерфляєм (чоловіки)      | 3 серпня  |
| 3      | Ваят Сенфорд | Бокс                            | до 63,5 кг (чоловіки)                 | 4 серпня  |
| 3      | Аліша Ньюман | Легка атлетика                  | стрибки з жердиною (жінки)            | 7 серпня  |
| 3      | Скайлар Парк | Тхеквондо                       | до 57 кг (жінки)                      | 8 серпня  |
| 3      | Слоун Мак-Кензі Кеті Венсан | Веслування на байдарках і каное | каное-двійки, 500 метрів (жінки)      | 9 серпня  |

| Вид спорту                      | 1 | 2 | 3  | Загалом |
| Плавання                        | 3 | 2 | 3  | 8       |
| Легка атлетика                  | 3 | 1 | 1  | 5       |
| Веслування на байдарках і каное | 1 | 0 | 1  | 2       |
| Брейкданс                       | 1 | 0 | 0  | 1       |
| Дзюдо                           | 1 | 0 | 0  | 1       |
| Пляжний волейбол                | 0 | 1 | 0  | 1       |
| Академічне веслування           | 0 | 1 | 0  | 1       |
| Регбі-7                         | 0 | 1 | 0  | 1       |
| Важка атлетика                  | 0 | 1 | 0  | 1       |
| Бокс                            | 0 | 0 | 1  | 1       |
| Стрибки у воду                  | 0 | 0 | 1  | 1       |
| Фехтування                      | 0 | 0 | 1  | 1       |
| Гімнастика                      | 0 | 0 | 1  | 1       |
| Тхеквондо                       | 0 | 0 | 1  | 1       |
| Теніс                           | 0 | 0 | 1  | 1       |
| Загалом                         | 9 | 7 | 11 | 27      |

| Медалі за днями | Медалі за днями | Медалі за днями | Медалі за днями | Медалі за днями | Медалі за днями |
| --------------- | --------------- | --------------- | --------------- | --------------- | --------------- |
| Дата            | 1               | 2               | 3               | Загалом         |                 |
| 27 липня        | 0               | 1               | 0               | 1               |                 |
| 28 липня        | 0               | 0               | 1               | 1               |                 |
| 29 липня        | 2               | 0               | 1               | 3               |                 |
| 30 липня        | 0               | 1               | 0               | 1               |                 |
| 31 липня        | 0               | 0               | 1               | 1               |                 |
| 1 серпня        | 1               | 0               | 0               | 1               |                 |
| 2 серпня        | 0               | 0               | 3               | 3               |                 |
| 3 серпня        | 1               | 2               | 1               | 4               |                 |
| 4 серпня        | 1               | 0               | 1               | 2               |                 |
| 5 серпня        | 0               | 0               | 0               | 0               |                 |
| 6 серпня        | 1               | 0               | 0               | 1               |                 |
| 7 серпня        | 0               | 0               | 1               | 1               |                 |
| 8 серпня        | 0               | 1               | 1               | 2               |                 |
| 9 серпня        | 1               | 1               | 1               | 3               |                 |
| 10 серпня       | 2               | 1               | 0               | 3               |                 |
| 11 серпня       | 0               | 0               | 0               | 0               |                 |
| Загалом         | 9               | 7               | 11              | 27              |                 |

| Ім'я            | Вид спорту                      | 1 | 2 | 3 | Загалом |
| Саммер Макінтош | Плавання                        | 3 | 1 | 0 | 4       |
| Кеті Венсан     | Веслування на байдарках і каное | 1 | 0 | 1 | 2       |
| Ілля Харун      | Плавання                        | 0 | 0 | 2 | 2       |

## Спортсмени
| Вид спорту                      | Чоловіки | Жінки | Загалом |
| ------------------------------- | -------- | ----- | ------- |
| Стрільба з лука                 | 1        | 1     | 2       |
| Artistic Swimming               | 0        | 8     | 8       |
| Легка атлетика                  | 22       | 26    | 48      |
| Бадмінтон                       | 3        | 1     | 4       |
| Баскетбол                       | 12       | 16    | 28      |
| Бокс                            | 1        | 1     | 2       |
| Брейкданс                       | 1        | 0     | 1       |
| Веслування на байдарках і каное | 6        | 9     | 15      |
| Велоспорт                       | 11       | 11    | 22      |
| Стрибки у воду                  | 2        | 3     | 5       |
| Кінний спорт                    | 4        | 5     | 9       |
| Фехтування                      | 7        | 5     | 12      |
| Футбол (soccer)                 | 0        | 18    | 18      |
| Гольф                           | 2        | 2     | 4       |
| Гімнастика                      | 5        | 6     | 11      |
| Дзюдо                           | 3        | 4     | 7       |
| Академічне веслування           | 0        | 11    | 11      |
| Регбі-7                         | 0        | 12    | 12      |
| Вітрильний спорт                | 2        | 4     | 6       |
| Стрільба                        | 2        | 1     | 3       |
| Скейтбординг                    | 3        | 1     | 4       |
| Серфінг                         | 0        | 1     | 1       |
| Плавання                        | 12       | 17    | 29      |
| Настільний теніс                | 3        | 1     | 4       |
| Тхеквондо                       | 0        | 2     | 2       |
| Теніс                           | 2        | 3     | 5       |
| Тріатлон                        | 2        | 1     | 3       |
| Волейбол                        | 14       | 4     | 18      |
| Водне поло                      | 0        | 13    | 13      |
| Важка атлетика                  | 1        | 1     | 2       |
| Боротьба                        | 2        | 4     | 6       |
| Загалом                         | 123      | 192   | 315     |